# Gratídia
|  | Per a altres significats, vegeu «Canídia». |

Gratídia (en llatí Gratidia), va ser una dama romana, germana de Marc Gratidi (Marcus Gratidius) d'Arpinum. Es va casar amb Marc Tul·li Ciceró l'avi de l'orador (Ciceró